# Campanula stellaris
Campanula stellaris är en klockväxtart som beskrevs av Pierre Edmond Boissier. Campanula stellaris ingår i släktet blåklockor, och familjen klockväxter. Inga underarter finns listade i Catalogue of Life.

## Bildgalleri

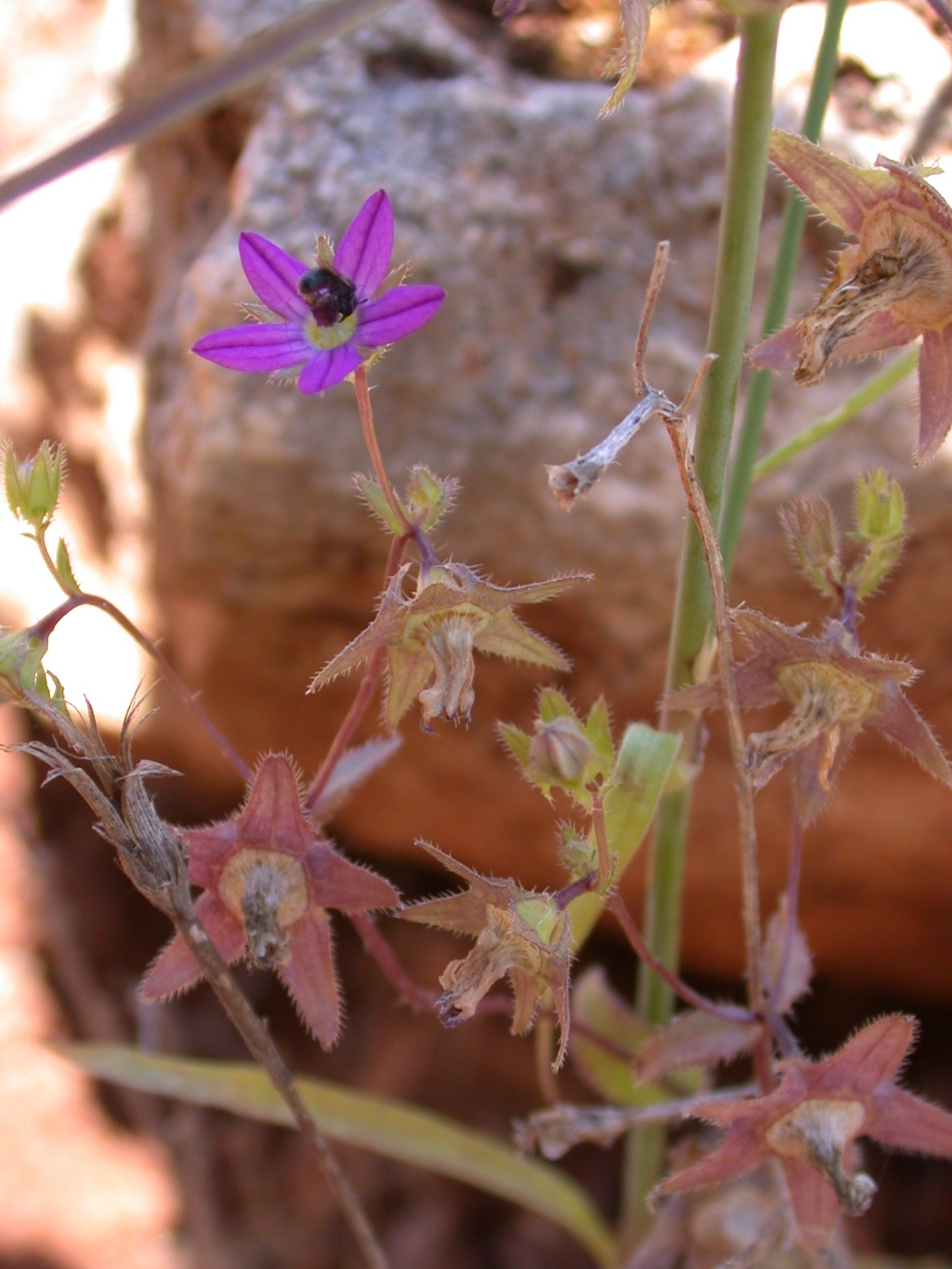
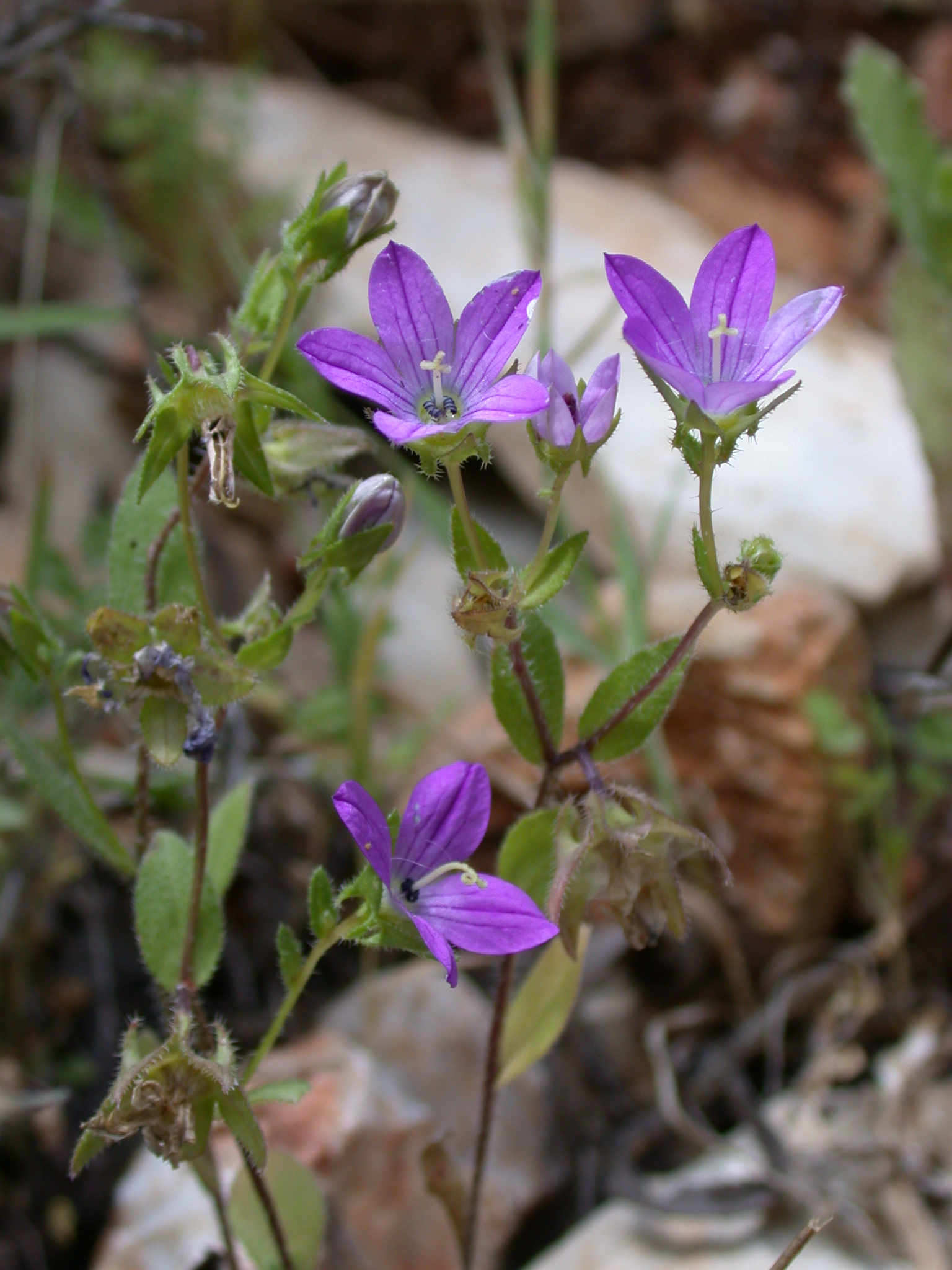